# Paul Scheinpflug

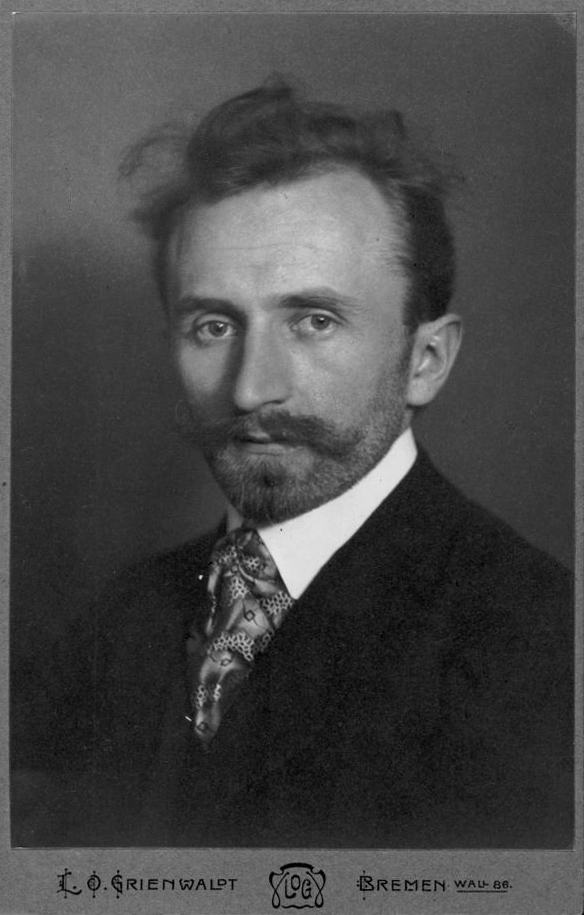
Paul Scheinpflug

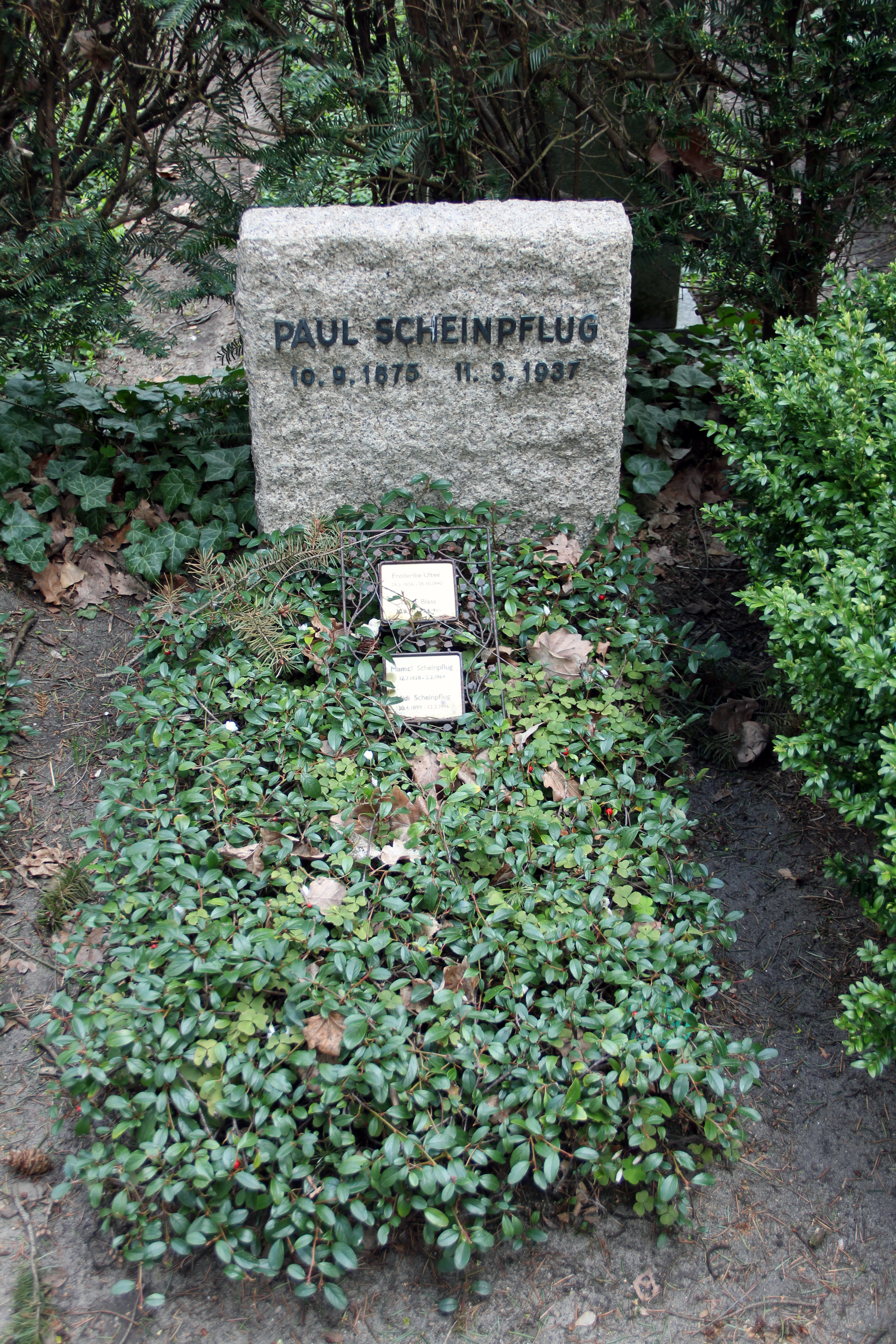
Grab von Paul Scheinpflug auf dem Friedhof Heerstraße in Berlin-Westend

Paul Scheinpflug (* 10. September 1875 in Loschwitz bei Dresden; † 11. März 1937 in Memel) war ein deutscher Dirigent und Komponist.
Scheinpflug studierte von 1890 bis 1894 am Dresdner Konservatorium, unter anderem bei Felix Draeseke. Nach kurzem Aufenthalt 1897/1898 als Hauslehrer in Kiew verschlug es ihn 1898 nach Bremen, wo er als Konzertmeister der Philharmonie und Leiter mehrerer Chöre wirkte. Von 1909 bis 1914 ist er in Königsberg als Musikvereins-Dirigent und von 1914 bis 1920 in Berlin als Dirigent des Blüthner-Orchesters tätig gewesen. Von 1920 bis 1928 war er Generalmusikdirektor des Städtischen Orchesters Duisburg und von 1929 bis 1932 Chefdirigent der Dresdner Philharmonie. Danach reiste er als Gastdirigent oft in die Länder Nord- und Osteuropas.
Als Dirigent bevorzugte er die Komponisten der Spätromantik und setzte sich besonders für die Verbreitung der Werke Richard Strauss’ ein. Als Komponist schuf er neben zahlreichen oft sehr stimmungsbetonten Liedern Kammermusik, kleinere Orchesterwerke (Ouvertüre zu einem Lustspiel von Shakespeare, op. 15) und die Oper Das Hofkonzert, wobei er sich in seinen späten Kompositionen von der Gefühlsbeladenheit seiner vorherigen Werke entfernte.
Während einer Konzertreise nach Litauen, die er Ende Februar 1937 angetreten hatte, erkrankte Paul Scheinpflug. Er erlag am 11. März 1937 in einem Krankenhaus in Memel im Alter von 61 Jahren einer Lungenentzündung. Sein Grab befindet sich auf dem Friedhof Heerstraße in Berlin-Westend (Grablage: 20-B-34).
Seine Tochter Marianne (1900–1986) war seit 1937 mit dem Komponisten Ernst Pepping verheiratet.